# Fortuna (Kalifornia)
Fortuna város az USA Kalifornia államában, Humboldt megyében. Lakosainak száma 12 516 fő (2020. április 1.).

## Népesség
A település népességének változása:

| 2010 | 11 926 |
| 2020 | 12 516 |